# Agrolândia
Agrolândia es un municipio brasileño del estado de Santa Catarina. Tiene una población estimada al 2022 de 10 990 habitantes. Forma parte de la Región metropolitana del Alto Valle de Itajaí.

## Toponimia
Le fue dado el nombre de Agrolândia (Ciudad de la agricultura), ya que la agricultura es la principal actividad económica del municipio.

## Historia
La localidad fue colonizada en 1880, con la llegada de los alemanes a Rio do Sul. El lugar era conocido en ese entonces como Trombudo Alto, ya que era atravesado por el Río Trombudo. 
Fue elevado a distrito en 1957 y emancipado como municipio el 12 de junio de 1962, separándose de Trombudo Central. El municipio se instaló el 25 de julio de ese año.